# Eddy Grant
Eddy Grant, właśc. Edmond Montague Grant (ur. 5 marca 1948 w Plaisance w Gujanie) – gujańsko-brytyjski muzyk reggae.
Gdy był młodym chłopcem, jego rodzice wyemigrowali do Londynu. 
Karierę rozpoczął w latach 60. XX w. wraz z zespołem The Equals, znanym głównie z przeboju "Baby Come Back". Od lat 70. występuje solo, nagrywając głównie dla własnej wytwórni Ice Records utwory reggae, często traktujące o konfliktach na tle rasowym.
Jego najbardziej znane piosenki to I Don't Wanna Dance (1982), (Rock Down To) Electric Avenue (1983) oraz Gimme Hope Jo'anna (1988). Ta trzecia stała się hymnem walki z apartheidem w RPA.
Jest wegetarianinem z powodów etycznych. Mawia: "Wielu ludzi uważa, że tym, którzy stają się wegetarianami, czegoś w życiu brakuje. Tym brakującym »czymś« jest zabijanie".

## Dyskografia

### Albumy
- Message Man (1977)
- Walking on Sunshine (1979)
- Love in Exile (1980)
- Can't get enough (1981)
- Live at Notting Hill (1981)
- Killer on the Rampage (1982)
- Going for Broke (1984)
- The Killer at his Best (składanka) (1984) – w Polsce wydana przez Tonpress jako At his best
- Born Tuff (1986)
- File under Rock (1988)
- Walking on Sunshine (składanka) (1989)
- Barefoot Soldier (1990)
- Paintings of the Soul (1992)
- Soca Baptism (1993)
- Hit Collection (składanka) (1999)
- Greatest Hits (składanka) (2001)
- Hearts and Diamonds (2002)
- Reparation (2005)